# یوکا ایکلینن
یوکا ایکلینن (فنلاندی: Jukka Ikäläinen؛ زادهٔ ۱۴ مهٔ ۱۹۵۷) بازیکن سابق و مربی اهل فنلاند است.
از باشگاه‌هایی که در آن بازی کرده‌است می‌توان به باشگاه فوتبال اورگریته و باشگاه فوتبال سوندسوال اشاره کرد.
وی همچنین در تیم ملی فوتبال فنلاند بازی کرده‌است.